# Kirin Cup 2005
Kirin Cup 2005 – dwudziesty szósty, piłkarski turniej towarzyski Kirin Cup, odbył się w dniach 22 - 27 maja 2005 r. w Japonii. W turnieju tradycyjnie wzięły udział trzy zespoły:drużyna gospodarzy, Zjednoczonych Emiratów Arabskich i Peru.

## Mecze
| 22 maja |  | Japonia | 0 | - | 1 (0-0) | Peru |

| 24 maja |  | Peru | 0 | - | 0 | Zjednoczone Emiraty Arabskie |

| 27 maja |  | Japonia | 0 | - | 1 (0-1) | Zjednoczone Emiraty Arabskie |

## Końcowa tabela
| M | Reprezentacja                | L.m. | Zw. | Rem. | Por. | Bramki | R.br. | Pkt |
| 1 | Peru                         | 2    | 1   | 1    | 0    | 1:0    | +1    | 4   |
| 1 | Zjednoczone Emiraty Arabskie | 2    | 1   | 1    | 0    | 1:0    | +1    | 4   |
| 3 | Japonia                      | 2    | 0   | 0    | 2    | 0:2    | -2    | 0   |

Dwudziestym szóstym triumfatorem turnieju Kirin Cup zostały zespoły: Peru i Zjednoczonych Emiratów Arabskich. W losowaniu zwyciężył zespół Emiratów, który ostatecznie otrzymał puchar Kirin.